# آرپلیستوک
آرپلیستوک (به لاتین: Arpelistock) یک کوه در سوئیس است که در کانتون برن واقع شده‌است. آرپلیستوک ۳٬۰۳۵ متر بالاتر از سطح دریا واقع شده‌است.